# M*A*S*H (tv-serie)
 For alternative betydninger, se M*A*S*H. (Se også artikler, som begynder med M*A*S*H)
M*A*S*H var en amerikansk sitcom, der oprindelig blev sendt på den amerikanske tv-kanal CBS i perioden 1972 til 1983 og havde Alan Alda i hovedrollen. Serien efterfulgte både en bog og film. Bogen er skrevet af Richard Hooker og er baseret på hans egne oplevelser under Koreakrigen. Filmen er lavet over bogen og hedder MASH.
M*A*S*H foregår under Koreakrigen (1950-1953) på felthospitalet (Mobile Army Surgical Hospital) "MASH 4077th" i Korea tæt ved fronten. Serien omfatter 251 afsnit og varede fire gange så lang tid som den krig, den foregår under (selvom koreakrigen teknisk set ikke er afsluttet). Den sidste episode af serien ("Goodbye, Farewell, and Amen") blev vist d. 28. februar 1983 og er stadig i dag det mest sete afsnit af nogen tv-serie nogensinde. Der var ca. 106 millioner amerikanere, der fulgte med i det 2½ timer lange afsnit.

## Medvirkende
- Alan Alda – kirurg kaptajn Benjamin Franklin "Hawkeye" Pierce
- Wayne Rogers – kirurg kaptajn "Trapper John" McIntyre (1972-1975)
- Mike Farrell – kirurg kaptajn B.J. Hunnicut (1975-1983)
- McLean Stevenson – chefkirurg oberstløjtnant Henry Blake (1972-1975)
- Harry Morgan – chefkirurg oberst Sherman T. Potter (1975-1983)
- Gary Burghoff – sekretær korporal Walter "Radar" O'Reilly (1972-1979)
- Larry Linville – kirurg major Frank Burns (1972-1977)
- David Ogden Stiers – kirurg major Charles Emerson Winchester III (1977-1983)
- Loretta Swit – ledende sygeplejerske major Margaret "Hot Lips" Houlihan
- Jamie Farr – altmuligmand korporal/sergent Maxwell "Max" Q. Klinger
- William Christopher – feltpræst løjtnant/kaptajn Fader Francis J. Mulcahy